# Саргсян Вазген Завенович
Вазге́н Заве́нович Саргся́н (Саркіся́н) (вірм. Վազգեն Զավենի Սարգսյան, 5 березня 1959, Арарат — 27 жовтня 1999, Єреван) — вірменський державний і військовий діяч, загинув у результаті терористичного акту.

## Біографія
- 1966—1976 — Араратська сільська середня школа.
- 1976—1980 — Єреванський державний інститут фізичної культури.
- 1979—1983 — вчитель фізкультури в середній школі в рідному селі.
- 1983—1986 — секретар комсомольської організації Араратського цементного заводу.
- 1986—1989 — завідувач відділу публіцистики в редакції журналу «Гарун» (укр. Весна).
- 1990—1995 — депутат Верховної ради Вірменської РСР, Голова постійної комісії з питань оборони і внутрішніх справ.
- 1990—1992 — командир добровольчих загонів народного ополчення «Єркрап».
- 1991—1992 — міністр оборони Вірменії.
- 1992—1993 — радник президента Вірменії з питань оборони, представник президента Вірменії в прикордонних районах країни.
- З 1993 — голова добровольчого союзу «Єркрап».
- 1993—1995 — державний міністр Вірменії.
- 1995—1999 — міністр оборони Вірменії.
- З червня по жовтень 1999 — прем'єр-міністр Вірменії.
- Визнаний гідним звання «Герой Арцаха», нагороджений орденом «Золотий Орел».
- Визнаний гідним звання «Національний герой Вірменії» (1999, посмертно). Народ удостоїв його почесного звання «Спарапет».
- 2000 — у Вірменії і в Нагірно-Карабаській Республіці його ім'ям були названі вулиці, школи, військові частини і військовий інститут.